# American Gladiators (videojuego)
American Gladiators es un videojuego de acción y de combate desarrollado por Incredible Technologies y editado por GameTek en 1991 para Nintendo Entertainment System. Más tarde fue adaptado a las plataformas Amiga, Atari ST, DOS, Mega Drive y Super Nintendo por Imagitec Design.
El videojuego está inspirado en la serie de TV estadounidense, American Gladiators.